# Рубио, Марко Антонио
Марко Антонио Рубио (род. 16 сентября 1980, Мексика) — мексиканский боксёр-профессионал, выступающий в средней весовой категории. Временный чемпион мира по версии WBC, 2014

## Профессиональная карьера

### Полусредний вес
Рубио дебютировал на профессиональном ринге в мае 2000 года в 19-и летнем возрасте в полусредней весовой категории
1 июня 2001 года в своём 7-м поединке поднялся в средний вес и проиграл нокаутом во втором раунде, другому начинающему проспекту, мексиканцу, Саулю Роману (8-0).
Первые два года выступлений проводил бои в разных весовых категориях вплоть до второго среднего веса

### Второй полусредний вес
В сентябре 2002 года завоевал титул чемпиона Мексики во втором полусреднем весе
1 января 2003 года взял реванш за поражение Саулю Роману, и победил его нокаутом в 4-м раунде.
1 августа 2003 года нокаутировал во втором раунде непобеждённого Хосе Варелу (16-0), и завоевал титул интерконтинентального чемпиона мира по версии WBC.
Продолжал нокаутировать своих соперников в ранних раундах
В своём 30-м поединке потерпел второе поражение. В поединке за статус обязательного претендента по версии WBO, проиграл нокаутом в первом раунде, боксёру из Ганы, Кофи Янтуа (27-1).
После поражения, провёл в 2005 году 5 поединков, в одном из которых нокаутировал небитого ранее Дэвида Торибо (12-0).
27 января 2007 года нокаутировал в 8-м раунде, Асланбека Кодзоева (17-1-1)
В мае 2006 года вышел на ринг с бывшим чемпионом мира, боксёром из Уганды, Кассимом Оума. Бой вышел довольно близким. Победу присудили Оума. Результат вышел довольно спорным и многие посчитали что победил Рубио. В поединке разыгрывался статус обязательного претендента на титул чемпиона мира по версии WBC.
Высококлассное противостояние бывшему чемпиону мира позволили Рубио выйти на ринг с непобеждённым российским боксёром, Заурбеком Байсангуровым (14-0). 23 сентября 2006 года Заурбека Байсангурова ждало самое сложное испытание в его профикарьере. В Киев прибыл знаменитый мексиканский нокаутер Марко Антонио Рубио (34-3-1), уважаемый во всем боксерском мире и избегаемый потенциальными соперниками. По прошествии стартового раунда небольшое преимущество было на стороне Рубио, которому, к тому же, удалось послать россиянина в легкий, так называемый «флэш-нокдаун». Тем неожиданнее оказалось продолжение. Во втором раунде Заур перехватил инициативу, а начиная с третьего уже полностью хозяйничал в ринге. Не став отходить от излюбленной манеры агрессора, Байсангуров ни на секунду не сбавлял давления на Рубио, оттесняя его к канатам и нанося многоударные комбинации. Заур на фоне маститого оппонента выглядел не просто хорошо – он выглядел великолепно. Наращивая преимущество он избивал мексиканца. По истечении двенадцати отведённых раундов, все судьи отдали победу Байсангурову.

### Средний вес
Поражение не сломило Рубио. Через несколько месяцев мексиканец поднялся в среднюю весовую категорию и снова начал нокаутировать своих соперников.
В 2007 году завоевал титулы чемпиона Мексики, чемпиона WBA Fedecentro, а в 2008 году, титул WBC FECOMBOX
В октябре 2008 года состоялся отборочный бой за титул WBC в среднем весе между двумя мексиканцами — Энрике Орнелосом и Марко Антонио Рубио. Бой носил открытый характер — оба противника часто шли в размен. В близком бою судьи раздельным решением отдали победу Рубио. Поединок проходил в рамках шоу, организованного телеканалом HBO, главным событием которого был бой Бернард Хопкинс — Келли Павлик.
В феврале Марко Антонио Рубио вышел на ринг с чемпионом мира по двум версиям, WBC и WBA, Келли Павликом (34-1).
Уже в первом раунде Павлик дважды потряс Рубио. Мексиканец со второго раунда принял оборонительную тактику, но она себя не оправдала. По статистике Павлик нанёс в три раза больше ударов, и в перерыве между 9 и 10 раундами, Рубио отказался от продолжения боя.
Поражение как и предыдущие, снова не сломило Марко Антонио. Мексиканец снова стал побеждать своих соперников с высокой периодичностью. В 2010 году Рубио нокаутировал Ригоберто Альвареса (24-1).
В 2011 году нокаутировал непобеждённых Уилсона Сантану (11-0), и канадца Дэвида Лемьё (25-0).
В феврале 2012 года снова вышел на чемпионский бой. За титул чемпиона мира в среднем весе по версии WBC и проиграл по очкам в конкурентном бою мексиканской звезде, Хулио Сезару Чавесу — младшему (44-0-1).
После поражения, как и в предыдущих случаях, не сбавил обороты. Нокаутировал непобеждённого мексиканца, Хорхе Коту (12-0), и бывшего чемпиона мира, аргентинца, Карлоса Мануэля Бальдомира.

#### Завоевание титул временного чемпиона мира
5 апреля 2014 года 33-летний Марко Антонио Рубио нокаутировал в 8-м раунде своего ровесника, итальянца Доменико Спаду (28-4) и завоевал титул временного чемпиона мира по версии WBC в среднем весе.

#### Бой с Геннадием Головкиным
18 октября 2014 года в Карсоне, штат Калифорния (США) состоялся бой между супер-чемпионом мира по версии WBA, чемпионом мира по версии IBO Геннадием Головкиным и временным чемпионом мира по версии WBC Марком Антонио Рубио. Бой завершился во втором раунде, когда Геннадий мощным ударом в лоб отправил Рубио на канвас ринга. Судья отсчитал счет, и принял решение остановить бой. Таким образом результатом проведенного боя для Головкина стала 12 защита титула чемпиона мира по версии WBA, 9 защита титула чемпиона по версии IBO, и выигранный пояс временного чемпиона мира по версии WBC.